# 테이바 팻치
테이바 팻치(Tayva Patch, 1953년 2월 18일 ~ 2015년 11월 21일)는 미국의 배우, 영화배우이다.
프로보에서 사망하였다.

## 영화
- 내 여자친구의 남자친구 (2010년)
- 엠마 스미스: 마이 스토리 (2008년)
- 프렌즈 포 라이프 (2008년)
- 픽셀 퍼펙트 (2004년)
- 홈 티처스 (2004년)
- 아웃 오브 스텝 (2002년)
- 리틀 시크릿 (2001년) - 엘레인 역
- 브라이엄 시티 (2001년)
- 죽음의 발송자 유나바머 (1996년)